# Flickan och skulden
Flickan och skulden: en bok om samhällets syn på våldtäkt är en debattbok från 2002 skriven av Katarina Wennstam som bland annat varit verksam som kriminalreporter. Boken innehåller många citat och utdrag ur rättegångshandlingar, och analyserar ett antal våldtäktsfall i detalj samtidigt som statistik granskas. Boken visar dystra sanningar om hur illa våldtäktsfall hanteras av domstolar, och hur djupt rotade fördomar är inblandade.
Den centrala tesen är att våldtäkt är ett brott som är unikt i det att skulden i huvudsak läggs på offret. Enligt Wennstam är en vanligt förekommande syn på kvinnor att det värsta en kvinna kan vara är sexuellt promiskuös. Wennstam menar att många ser det som ett mindre brott att våldta en 'hora' än att våldta en 'fin flicka', och att den föreställningen även frodas i domstolarna. Om en kvinna varit berusad, har känt våldtäktsmannen innan brottet, varit lättklädd eller visat intresse av gärningsmannen tidigare, bedöms hennes vittnesmål, enligt Wennstam, konsekvent som mindre relevant och pålitligt.
Wennstam gör en jämförelse med ett rånoffer. Om en kvinna blir våldtagen en natt på väg hem från krogen, onykter och lättklädd, får hon med stor sannolikhet höra efteråt att hon hade sig själv att skylla: hon borde inte ha gjort sig så frestande, gjort sig själv ett så lätt offer. Hon borde, enligt Wennstam, ha förstått att detta skulle hända.
Men om en man blir rånad på sin Rolex-klocka en natt på väg hem från krogen, onykter och klädd i dyra kläder, får han enligt Wennstam garanterat inte höra motsvarande anklagelser om att han inte borde gjort sig själv till ett så frestande och lätt offer.
Boken är i mångt och mycket en fortsättning på Maria-Pia Boëthius' Skylla sig själv från 1976. Wennstams slutsats är att det svenska rättsväsendets fördomar till stora delar är oförändrade. Wennstam har även skrivit En riktig våldtäktsman.